# 善立寺 (岡崎市)
善立寺（ぜんりゅうじ）は、愛知県岡崎市祐金町にある日蓮宗の寺院。山号は大光山。本尊は法華曼荼羅。旧本山は身延山久遠寺、勇師法縁。

## 概要
1467年（応仁元年）に日護が安城に創建したのが始まりである。1497年（明応6年）、安祥城主松平親忠より田地3反が寄進される。その後親忠のひ孫松平清康が岡崎城に入ると、1532年（天文元年）に本寺も岡崎へ移転した。1543年（天文12年）に松平広忠より寺内と田2反を安城の替地として寄進されている。
1590年（天正18年）、徳川家康が江戸に移ると4世日得はこれに従い、江戸浅草に善立寺を建てた。
1601年（慶長6年）、伊奈忠次黒印状で六名村で10石を寄進された。
1647年（正保4年）、藩主水野忠善の城下改造策により総堀内から現在の地に移転させられた。そして1648年（慶安元年）には徳川家光から朱印地10石が与えられている。
伝承によれば、家康が乙川で川狩りをする際には本寺で昼食をとったという。
2017年（平成29年）10月31日、岡崎市景観重要建造物に指定された。

## 文化財
以下の物件が国の登録有形文化財に登録されている。
| 登録名称     | 種別         | 登録年月日                 |
| ------------ | ------------ | -------------------------- |
| 善立寺本堂   | 建造物       | 2015年（平成27年）11月17日 |
| 善立寺玄関   | 建造物       | 2015年（平成27年）11月17日 |
| 善立寺七面堂 | 建造物       | 2015年（平成27年）11月17日 |
| 善立寺山門   | その他工作物 | 2015年（平成27年）11月17日 |

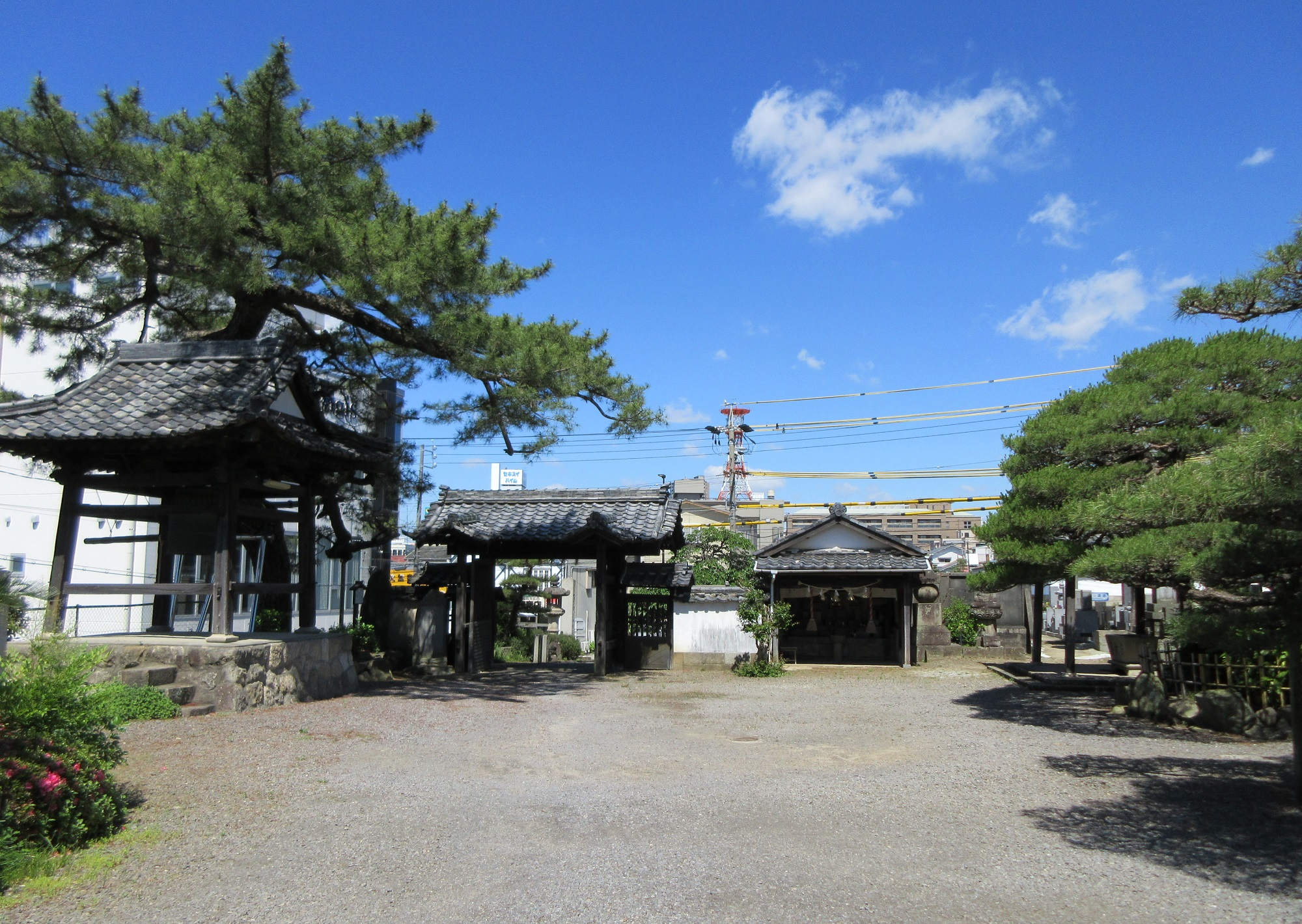
境内
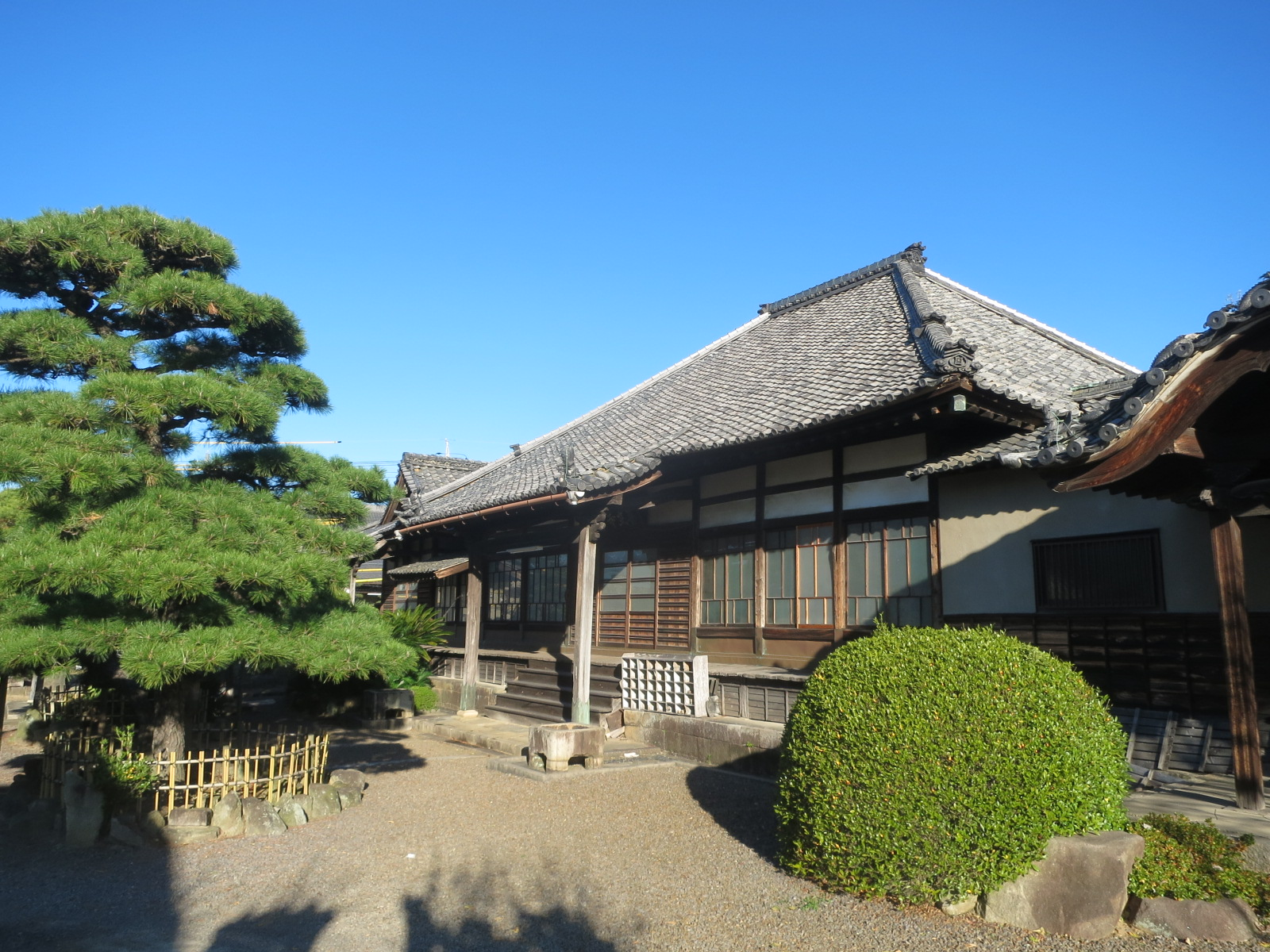
本堂
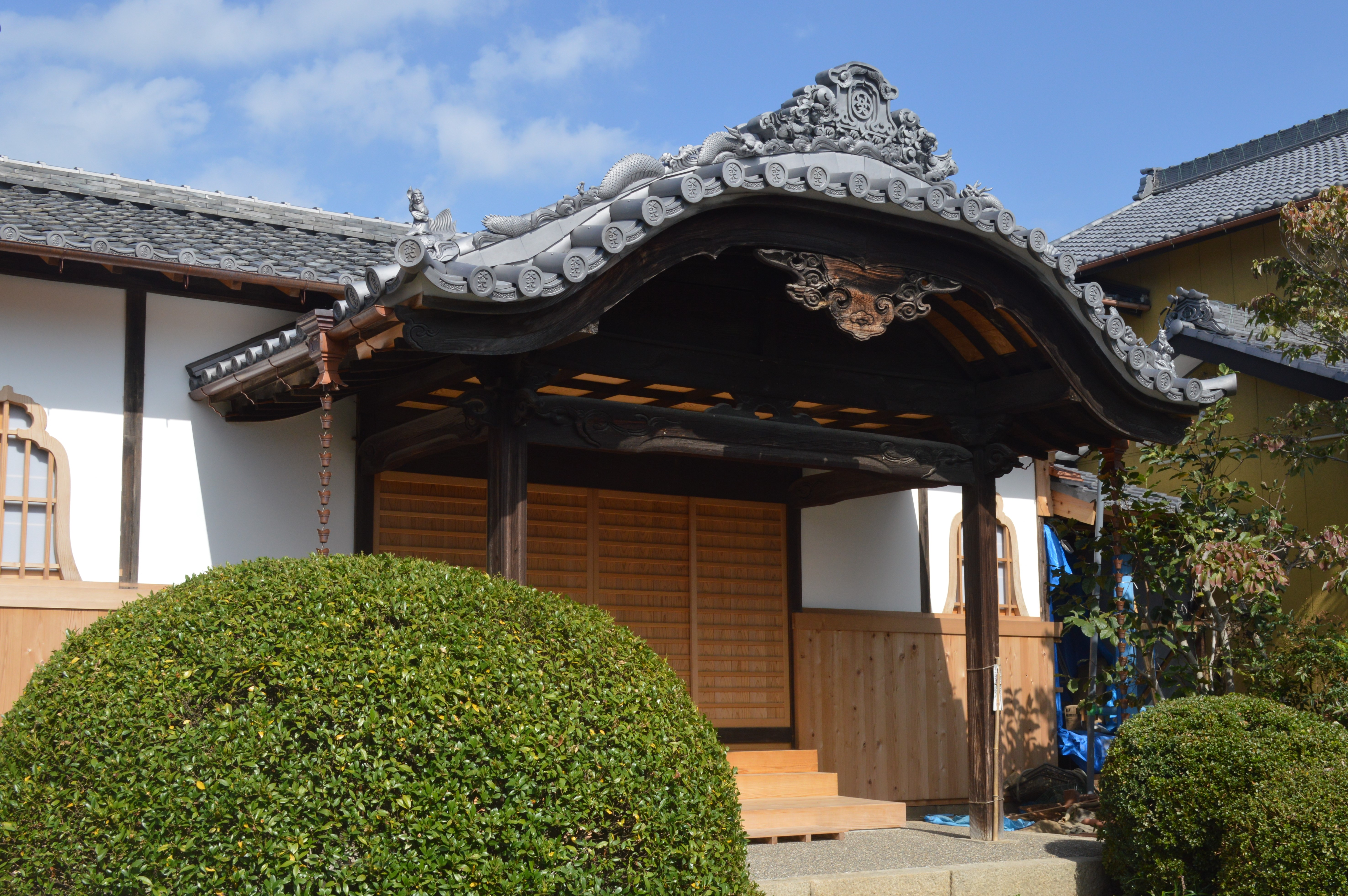
玄関
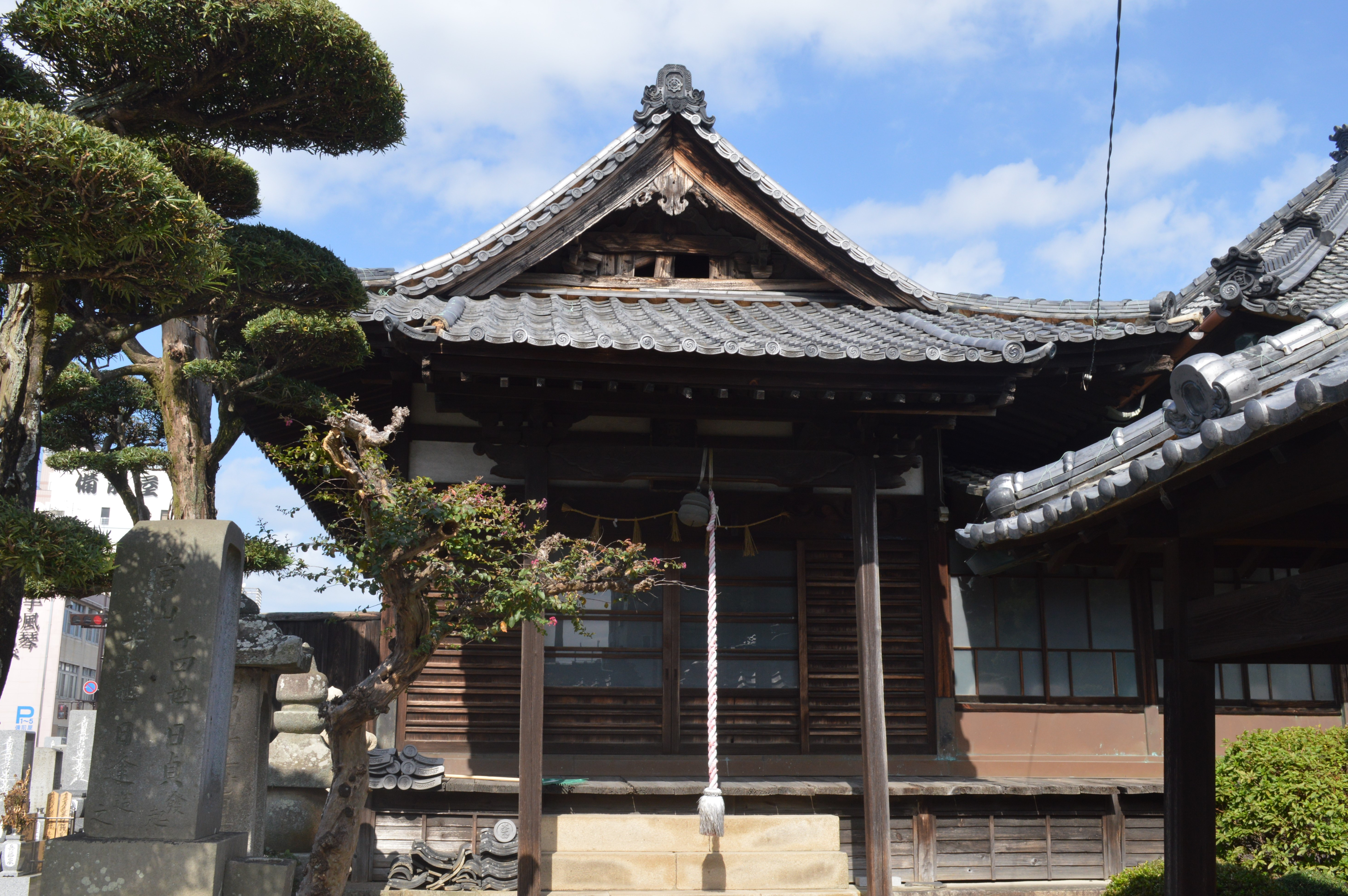
七面堂
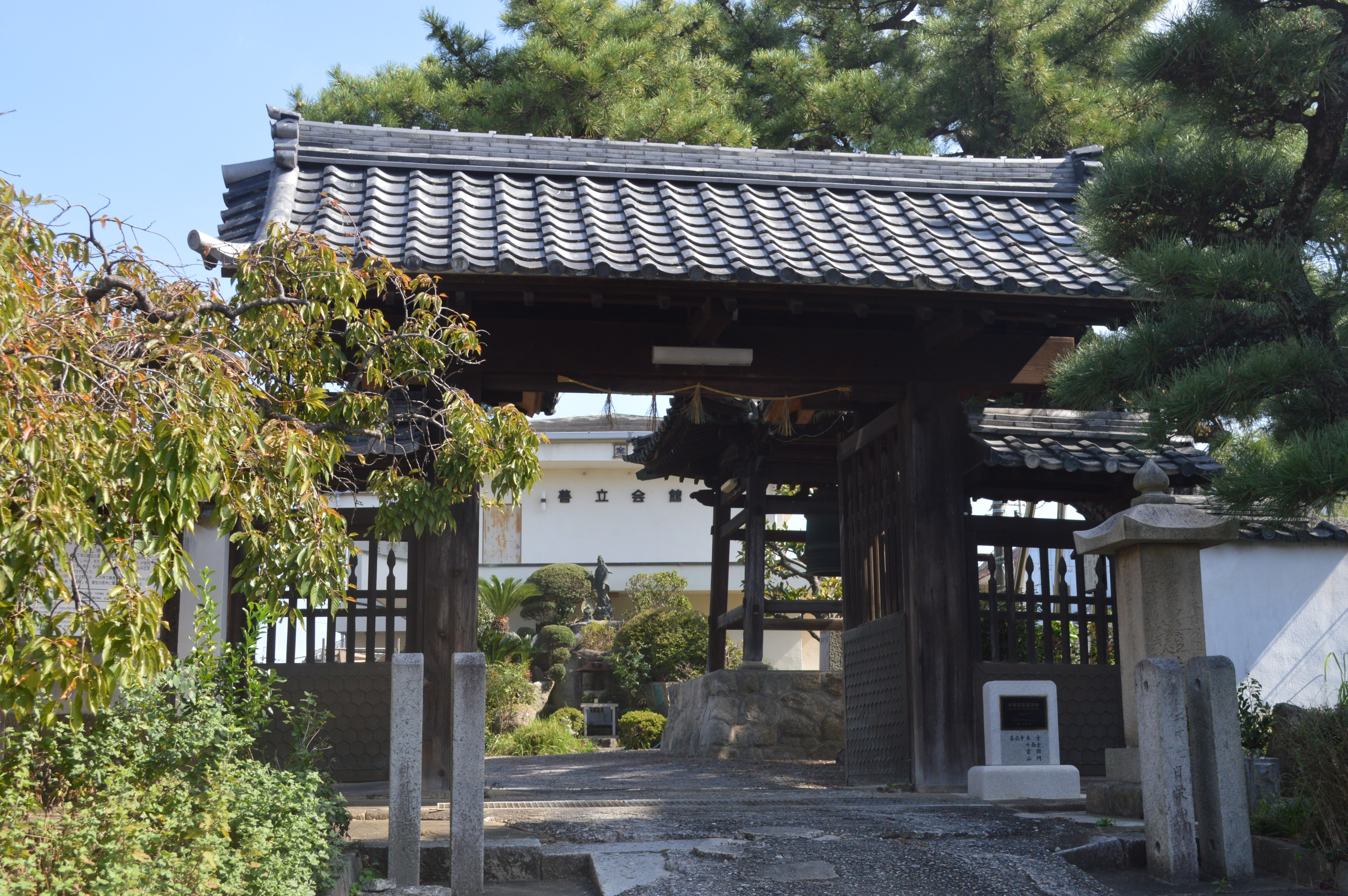
山門

## 旧末寺
日蓮宗は1941年（昭和16年）に本末を解体したため、現在では、旧本山、旧末寺と呼びならわしている。
- 大宝山長徳寺（岡崎市丸山町字経ケ峯）

## 交通手段
- 名鉄名古屋本線 東岡崎駅下車、北へ約600メートル。
- 名鉄バス：梅園経由大樹寺行「中伝馬」停留所下車、南へ約50メートル。